# Mycomya bialorussica
Mycomya bialorussica is een muggensoort uit de familie van de paddenstoelmuggen (Mycetophilidae). De wetenschappelijke naam van de soort is voor het eerst geldig gepubliceerd in 1925 door Landrock.